# Илм (окръг)
Илм (на немски: Ilm-Kreis) е окръг в провинция Тюрингия, Германия, с площ 8,43 km2 и население 108 830 души (по приблизителна оценка за декември 2017 г.). Административен център е град Арнщат.